# Кельяни
Кельяни (пол. Kieljany) — село в Польщі, у гміні Радзілув Ґраєвського повіту Підляського воєводства.
Населення — 67 осіб (2011).
У 1975-1998 роках село належало до Ломжинського воєводства.

## Демографія
Демографічна структура станом на 31 березня 2011 року:
|          | Загалом | Допрацездатний вік | Працездатний вік | Постпрацездатний вік |
| -------- | ------- | ------------------ | ---------------- | -------------------- |
| Чоловіки | 36      | 15                 | 18               | 3                    |
| Жінки    | 31      | 7                  | 18               | 6                    |
| Разом    | 67      | 22                 | 36               | 9                    |